# Achor-Smith-Syndrom
Das Achor-Smith-Syndrom beschreibt einen Kaliummangel mit Muskeldystrophie, Pellagra und Blutarmut (Anämie) infolge chronischer Unterernährung.
Das Syndrom ist nach den Beschreibern von 1955 benannt, den US-amerikanischen Internisten Richard William Paul Achor (1922–1962) und Lucian A. Smith.
Synonym ist Mangelernährungssyndrom mit Kaliummangel

## Klinik
Bei lang anhaltender Mangelernährung mit Kaliummangel kann es zu perniziöser Anämie mit schweren Durchfällen, Muskeldystrophie und Niereninsuffizienz kommen.

## Diagnose und Behandlung
Diagnose, Differentialdiagnose und Therapie sind im Hauptartikel zum Kaliummangel beschrieben.